# NMBS/SNCB-Reihe 201
Die Reihe 201 (ab 1971 Reihe 59) der belgischen Staatsbahn (NMBS/SNCB) war eine 55 Fahrzeuge umfassende Serie von vierachsigen dieselelektrischen Lokomotiven, die der ersten Generation von Verbrennungslokomotiven in Belgien angehörten. Die Fahrzeuge waren wie auch ihre Nachfolger der Reihe 200 speziell für den Einsatz auf den steigungsarmen Strecken in Flandern vorgesehen. 

## Entwicklung
Nach dem Zweiten Weltkrieg erhielten die NMBS/SNCB zunächst auswärtige Dampflokomotiven zur Wiederaufnahme des Eisenbahnbetriebs im Lande, so die Reihe 29 aus Kanada und die Reihen 25 und 26 aus Teilen deutscher Kriegslokomotiven. Es zeigte sich jedoch bald, dass die Anschaffung von Diesellokomotiven auf Dauer rentabler war. 
Ursprünglich war eine Einheitsserie von schweren sechsachsigen Lokomotiven vorgesehen, die landesweit zum Einsatz kommen sollten. Die NMBS/SNCB entschied sich jedoch für eine weitere Lokomotivgattung speziell für den Einsatz vor schweren Zügen im Flachland, so dass die Reihe 201 parallel zu den für die Ardennenstrecken vorgesehenen Reihen 202, 203 und 204 entstand. Anders als bei diesen erfolgte die Motorkonstruktion nicht durch den US-amerikanischen Hersteller General Motors, sondern durch die belgischen Lieferanten Cockerill, Baume & Marpent und Nivelles. Die elektrische Ausrüstung lieferte ACEC. 

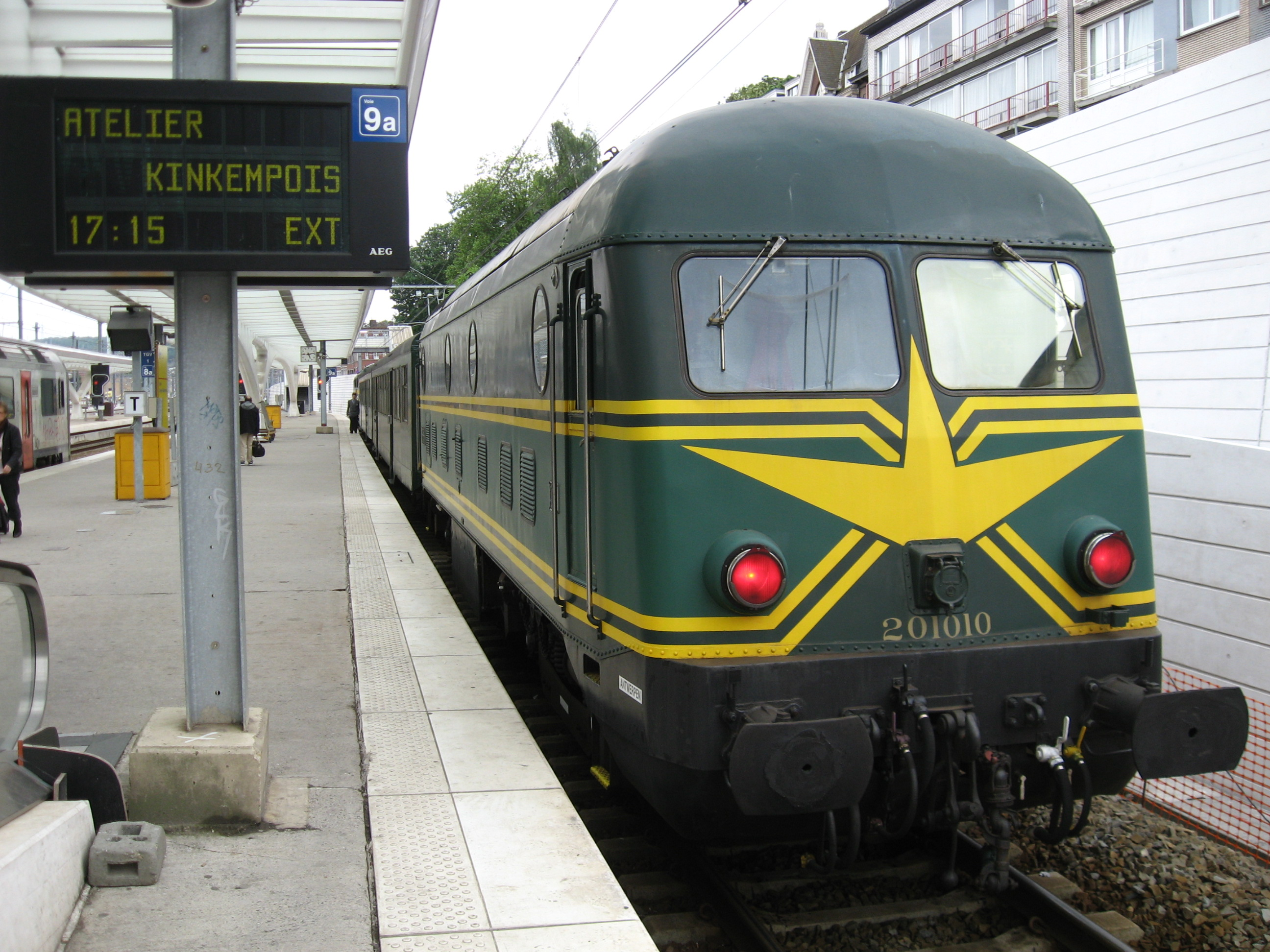
201.010 im Ursprungszustand

Die Kopfenden hatten ursprünglich nur je zwei Signale; über einen Farbfilter wurde zwischen Spitzen- und Schlusssignal gewechselt. Ab 1971 erhielten die Lokomotiven dann die üblichen Dreilicht-Spitzensignale sowie getrennte Zugschlusssignale.
Die Fahrzeuge verkehrten sowohl im Personen- als auch im Güterzugverkehr. Mit Einführung des InterCity- und InterRegio-Verkehrs ab 1984 wurden die Loks auf dem Personenverkehr entfernt. Mit der fortschreitenden Elektrifizierung erfolgte ab 1987 die vollständige Ausmusterung. Einige Exemplare wurden nach ihrer Abstellung vorübergehend von der SNCF geliehen zum Bau der LGV Nord eingesetzt. Im Februar 1993 kehrten sie zur NMBS/SNCB zurück und versahen dort bis 2002 ihren Dienst beim Bau der HSL 1 und HSL 2.
Zehn Lokomotiven wurden bereits vorher nach Unfällen ausgemustert.
Die 5910, 5917 und 5927 sind als historische Fahrzeuge bei der NMBS/SNCB sowie der PFT erhalten geblieben. 5910 erhielt dabei ihre originale Fahrzeugnummer 201.010 sowie die ursprüngliche Lackierung mit einem gelben Stern auf den Stirnseiten wieder.